# 朝日丸
朝日丸（あさひまる）は近海郵船（1939年以降は日本郵船）が運航していた貨客船。後に大日本帝国海軍の病院船となった。

## 概要
文中、トン数表示のみの船舶は日本郵船および近海郵船の船舶である。

### 郵船の台湾航路略史
大阪商船は日清戦争終結後、新領土となった台湾への航路開設を進めるべく、社員派遣や台湾総督府への陳情を重ねた結果、1896年5月以降に大阪と基隆間の航路を台湾総督府命令航路として定期航海を下命された。日本郵船も台湾への航路開設準備を進め、大阪商船よりわずかに遅れたものの神戸と基隆間の航路を開設。1897年以降、こちらも台湾総督府命令航路となった。

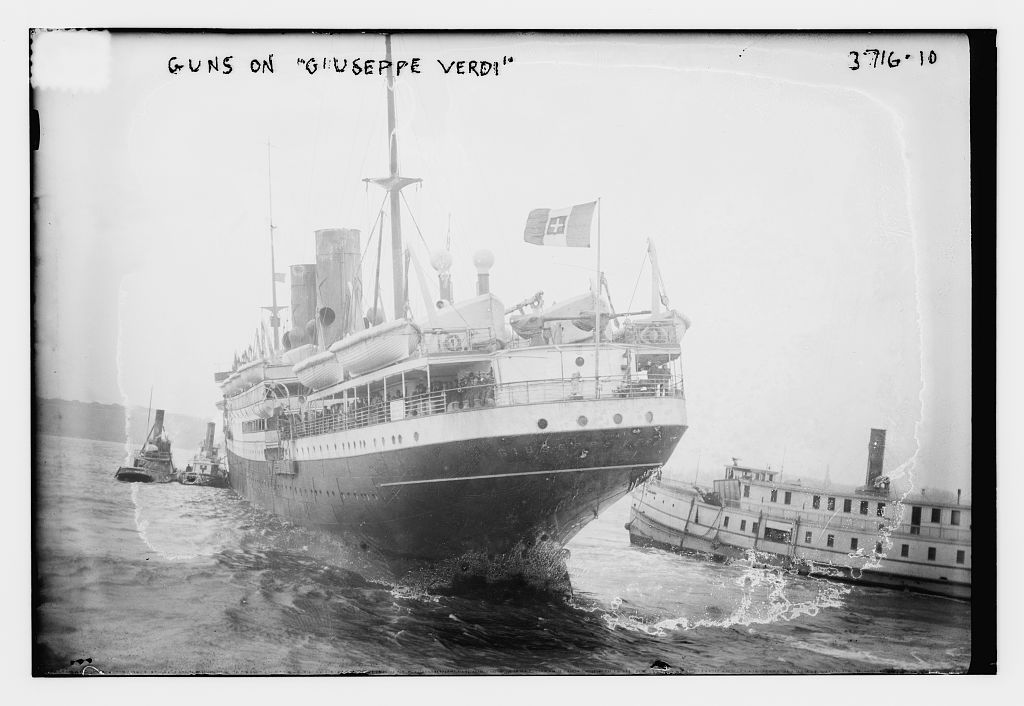
朝日丸の姉妹船「大和丸（旧：ジュゼッペ・ヴェルディ（SS Giuseppe Verdi））」。1914年撮影

1923年、日本郵船の近海航路部門が独立して近海郵船が設立され、神戸・基隆間航路も近海郵船に継承された。この際、近海郵船では神戸・基隆間航路に親会社から譲り受けた信濃丸（6,388トン）など6,000トンクラスの貨客船を配置したが、この航路の乗客や貨物は増大するばかりで、より大型の船舶を配置することとなった。まず第一次世界大戦でのドイツからの賠償船で、日本郵船に委託運航されていた吉野丸（8,998トン、旧名「クライスト」（Kleist））をチャーターして航路に配置した。次いで1928年、イタリアから2隻の貨客船を購入した。大和丸（9,656トン、旧名「ジュゼッペ・ヴェルディ」（SS Giuseppe Verdi））と朝日丸である。

### 貨客船朝日丸
朝日丸、元イタリア貨客船「ダンテ・アリギエーリ」（SS Dante Alighieri）は、1915年にセストリ・レヴァンテのエセルチーチョ・バッツィーニ会社で竣工した。竣工後、「ダンテ・アリギエーリ」はジェノヴァからパレルモを経てニューヨークに至る航路に就航。1917年にアメリカが第一次世界大戦に参戦し、「ダンテ・アリギエーリ」はアメリカ陸軍のチャーター船として陸軍をヨーロッパ大陸の戦場に輸送した。大戦終結後は元の航路に復帰し、1927年10月まで就航した。1927年11月、「ダンテ・アリギエーリ」はニューヨークを出港し、リスボン、ナポリに寄港の後ジェノヴァに到着し、この航路での最後の務めを果たした。翌1928年、前述のように近海郵船に購入され、朝日丸と命名された。
台湾航路に就航後の朝日丸は年に30航海行い、大阪商船の同航路の船舶と競争を繰り広げた。偶然であるが、両会社が朝日丸就航の1928年当時に台湾航路に就航させていた船舶は、いずれも外国からの購入船で占められており、さながら「舶来品の見本市」状態だった。

### 病院船朝日丸
1937年7月、日中戦争勃発。その約1ヵ月後の8月17日、朝日丸は海軍に徴用されて呉海軍工廠に於いて病院船に改装された。乙一等客室は手術室に宛がわれた。改装はすぐに終わり、一週間後の8月25日には病院船としての初の航海で呉淞に向かった。朝日丸は呉淞で陸軍の傷病兵を収容し、8月30日に呉に帰投。病院船としての初の航海を終えた、以後も日本本土と中支方面を往復した。ところが、1938年3月26日朝、大事故が発生する。この日、朝日丸は定期検査及び設備改善のため三菱重工業神戸造船所にて係留中、突然船体が左舷に傾斜。岸壁にもたれかかった形となって座礁し、遊歩甲板の左舷船室まで水没してしまった。原因は検査のためにバラストを移動させたため重心が変わってしまい、バランスを崩してしまったのが原因とも言われたが、復原力の悪い朝日丸に重い医療器具を多数積み込んだことが条件を悪くしたという説明もある。事故に関しては査問委員会が開かれた。同年6月初旬には修理が終わり、再び病院船として中支方面などへ航海した。1939年、近海郵船は日本郵船に合併され朝日丸も移籍。1940年、朝日丸は三菱重工横浜船渠にて二番煙突を撤去。もともと二番煙突はダミーファンネルだったが、「復原力改善のためには撤去するのがよい」という意見によるものだった。1941年12月2日、朝日丸は別府を出港しパラオに向かった。太平洋戦争勃発時にはパラオに向けて航海中で、ほどなくパラオに到着した。
開戦後の同年12月23日、朝日丸は連合国に対し病院船として氷川丸（11,622トン）、高砂丸（大阪商船、9,315トン）とともに船名や要目、姿形などが通知された。パラオで治療や補給にあたった後ダバオに進出し、同様に治療と補給にあたった。しかし、患者が増加して対応しきれなくなることが予想されたため、応援として高砂丸がダバオに回航されて治療と補給にあたることとなり、朝日丸は患者を乗せて1942年2月11日、紀元節の日に佐世保に帰投した。
整備の後、朝日丸は再び南方に進出。この時、朝日丸は病院船としての必要物資、人員の他に、戦艦金剛、榛名宛の弾薬560発も搭載していた。朝日丸はダバオに加えてセレベス島、ティモール島方面で行動した。しかし、ティモール島クパン近海を航行中の3月26日、朝日丸はイギリス空軍機の爆撃を受けた。幸いにして直撃弾はなかったものの、すぐさまこの事実は大本営発表で報じられ、日本政府は中立国を通じてイギリス政府に抗議した。朝日丸は4月28日に佐世保に帰投後、播磨造船所で船体の修繕に並んで赤十字標識の改正、設備の入れ替えなどを行った。
改修なった朝日丸はミッドウェー海戦に参加したが、敗北により進路を変えてトラック諸島に入港し、海戦で沈没、損傷した重巡洋艦三隈や最上の負傷者を収容した。その後も、日本本土と南方占領地を幾度となく往復し、医療品の輸送と現地での治療、傷病兵の送還に活躍した。1943年11月10日、朝日丸は特設病院船としての任を解かれ、特設運送船となった。

### 終末
特設運送船に転じた朝日丸は補給部隊に編入された。
1944年2月5日2時53分、朝日丸は兵員など944名と軍需品を搭載して神戸に向かう途中、北緯34度21分 東経133度46分 / 北緯34.350度 東経133.767度の備讃瀬戸牛島の西方4分の3海里の海上でタンカー満珠丸（日本油槽船、6,515トン）と衝突。満珠丸の船首が朝日丸の左舷中央部機関室に突き刺さり、破口部からの浸水は止まらず排水作業も困難を極めたため、朝日丸は至近の浜に任意で座礁した。満珠丸の損傷は軽く、朝日丸の便乗者を移乗させて神戸に向かった。朝日丸救難のため、呉鎮守府と日本海難救助から人員やタグボートが現地に向かい、救助方法を検討した。この間、朝日丸が着底していた海底は船首と船尾部分が海流で徐々に削られ、中央部付近の海底だけで船体を辛うじて支えている状態だった。2月19日午前、朝日丸の船体に亀裂が入っているのが発見され、亀裂は徐々に拡大して24日には船底部に達した。ここに至って朝日丸の救助は断念され、積載物件を回収した後、船体は放棄されることになった。その後、朝日丸の船体は1949年に解体された。

## 病院長
1. 若生良穂 軍医大佐：1937年8月17日[18] - 1938年11月15日
2. 上原純之助 軍医大佐：1938年11月15日[19] - 1939年11月15日
3. 田邊優 軍医大佐：1939年11月15日[20] - 1940年11月15日
4. 杉村好次 軍医大佐：1940年11月15日[21] - 1941年9月20日
5. 神立金作 軍医大佐：1941年9月20日[22] - 1942年11月1日
6. 小形治郎 軍医大佐：1942年11月1日[23] - 1943年11月10日